# Ginnastica alla XIX Universiade
Presentiamo in questa pagina tutti i risultati relativi alle competizioni di ginnastica artistica e ginnastica ritmica alla Universiade 1997 svoltasi in Sicilia.

## Ginnastica artistica

### Femminile
| Posizione | Paese         | Punteggio |
| --------- | ------------- | --------- |
|           | Russia        | 110.537   |
|           | Stati Uniti   | 108.986   |
|           | Giappone      | 108.624   |
| 4         | Cina          | 108.362   |
| 5         | Ucraina       | 105.675   |
| 6         | Corea del Sud | 105.137   |
| 7         | Ungheria      | 104.400   |
| 8         | Gran Bretagna | 103.561   |

| Posizione | Paese         | Atleta            | Punteggio |
| --------- | ------------- | ----------------- | --------- |
|           | Stati Uniti   | Shannon Miller    | 36.937    |
|           | Stati Uniti   | Kathleen Shrieves | 36.925    |
|           | Giappone      | Risa Sugawara     | 36.912    |
| 4         | Cina          | Shi Zheng         | 36.725    |
| 5         | Russia        | Oksana Postavets  | 36.325    |
| 6         | Corea del Sud | Hae Sung Ji       | 36.025    |
| 7         | Cuba          | Leyanet Gonzales  | 35.950    |
| 8         | Ungheria      | Zsuzsanna Abraham | 35.937    |

| Posizione | Paese       | Atleta            | Punteggio |
| --------- | ----------- | ----------------- | --------- |
|           | Cina        | Zhi Zheng         | 9.650     |
|           | Giappone    | Risa Sugawara     | 9.400     |
|           | Stati Uniti | Kathleen Shrieves | 9.225     |
| 4         | Ucraina     | Alesia Shulga     | 9.150     |
| 4         | Stati Uniti | Shannon Miller    | 9.150     |
| 5         | Russia      | Raissa Baikova    | 8.500     |
| 6         | Ucraina     | Tanya Malaia      | 8.050     |
| 7         | Cina        | Yu Jin            | 7.675     |

| Posizione | Paese       | Atleta             | Punteggio |
| --------- | ----------- | ------------------ | --------- |
|           | Messico     | Dennise Lopez Sing | 9.437     |
|           | Russia      | Alla Plechkova     | 9.262     |
|           | Stati Uniti | Leah Brown         | 9.237     |
| 4         | Cuba        | Leyanet Gonzales   | 9.125     |
| 5         | Russia      | Oksana Postavets   | 9.087     |
| 6         | Germania    | Gabriele Weller    | 9.050     |
| 7         | Cuba        | Yanet Batista      | 8.862     |

| Posizione | Paese         | Atleta            | Punteggio |
| --------- | ------------- | ----------------- | --------- |
|           | Giappone      | Risa Sugawara     | 9.500     |
|           | Cuba          | Leyanet Gonzalez  | 9.225     |
|           | Russia        | Rozalia Galieva   | 9.225     |
| 4         | Ungheria      | Zsuzsanna Abraham | 9.175     |
| 5         | Cina          | Zhi Zheng         | 9.000     |
| 6         | Corea del Sud | Hae Sung Ji       | 8.875     |
| 7         | Ucraina       | Olga Beznis       | 8.600     |
| 8         | Russia        | Alla Plechkova    | 8.400     |

| Posizione | Paese    | Atleta             | Punteggio |
| --------- | -------- | ------------------ | --------- |
|           | Giappone | Risa Sugawara      | 9.675     |
|           | Russia   | Oksana Postavets   | 9.575     |
|           | Cuba     | Leyanet Gonzalez   | 9.350     |
| 4         | Messico  | Dennise Lopez Sing | 9.075     |
| 5         | Giappone | Masumi Okawa       | 8.975     |
| 6         | Cina     | Zhi Zheng          | 8.925     |
| 7         | Russia   | Alla Plechkova     | 8.700     |
| 8         | Ungheria | Zsuzsanna Abraham  | 8.400     |

### Maschile
| Posizione | Paese         | Punteggio |
| --------- | ------------- | --------- |
|           | Cina          | 167.450   |
|           | Giappone      | 165.850   |
|           | Romania       | 165.550   |
| 4         | Corea del Sud | 162.950   |
| 5         | Cuba          | 162.700   |
| 6         | Italia        | 162.350   |
| 6         | Ucraina       | 162.350   |
| 7         | Ungheria      | 159.900   |

| Posizione | Paese    | Atleta          | Punteggio |
| --------- | -------- | --------------- | --------- |
|           | Cina     | ZHENG Lihui     | 56.050    |
|           | Cina     | ZHAO Shen       | 56.000    |
|           | Cina     | WANG Dong       | 55.900    |
| 4         | Romania  | SACIU Ion S.    | 55.450    |
| 5         | Giappone | SAITO Yoshihiro | 55.350    |
| 6         | Giappone | TSUKAHARA Naoya | 55.250    |
| 7         | Cuba     | LOPEZ RIOS Eric | 55.050    |
| 8         | Giappone | FUJITA Kenichi  | 54.600    |

| Posizione | Paese         | Atleta             | Punteggio |
| --------- | ------------- | ------------------ | --------- |
|           | Cina          | ZHAO Shen          | 9.450     |
|           | Corea del Sud | CHO Seong Min      | 9.300     |
|           | Romania       | SOCIU Ioan Silviu  | 9.300     |
| 4         | Francia       | DUMONT Samuel      | 9.200     |
| 5         | Cina          | WANG Dong          | 9.150     |
| 6         | Giappone      | TSUKAHARA Naoya    | 9.050     |
| 7         | Ungheria      | JORDANOV Krisztian | 8.600     |
| 8         | Romania       | PESCARU Flor.Danut | 7.950     |

| Posizione | Paese         | Atleta            | Punteggio |
| --------- | ------------- | ----------------- | --------- |
|           | Romania       | SOCIU Ioan Silviu | 9.650     |
|           | Giappone      | FUJITA Kenichi    | 9.650     |
|           | Italia        | BUSNARY Alberto   | 9.600     |
| 4         | Romania       | URZICA Marius     | 9.550     |
| 5         | Corea del Sud | LEE Jang Hyung    | 9.200     |
| 6         | Cina          | ZHAO Shen         | 9.150     |
| 7         | Ungheria      | SUPOLA Zoltan     | 9.000     |
| 8         | Cina          | LU Jia            | 8.750     |

| Posizione | Paese   | Atleta                | Punteggio |
| --------- | ------- | --------------------- | --------- |
|           | Italia  | CHECHI Yuri           | 9.800     |
|           | Italia  | GALLI Roberto         | 9.650     |
|           | Croazia | DEMJANOV Aleksej      | 9.600     |
|           | Russia  | IVANOV Igor           | 9.600     |
| 5         | Ucraina | PISSARTCHOUK Vladimir | 9.500     |
| 5         | Belgio  | VAN EETVELT Jurgen    | 9.500     |
| 5         | Cina    | FAN Hongbin           | 9.500     |
| 5         | Cuba    | LOPEZ RIO Eric        | 9.500     |

| Posizione | Paese         | Atleta             | Punteggio |
| --------- | ------------- | ------------------ | --------- |
|           | Giappone      | TSUKUHARA Naoya    | 9.375     |
|           | Romania       | SOCIU Ioan Silviu  | 9.300     |
|           | Corea del Sud | CHO Seong Min      | 9.275     |
| 4         | Romania       | LERIC Cristian     | 9.250     |
| 5         | Russia        | NESTEROV Alexandre | 9.225     |
| 6         | Indonesia     | SIANTURI Jonathan  | 9.150     |
| 7         | Cuba          | LAMELAS RAMIREZ L. | 9.125     |
| 8         | Cuba          | DRIGGS SANTOS Abel | 8.700     |

| Posizione | Paese         | Atleta            | Punteggio |
| --------- | ------------- | ----------------- | --------- |
|           | Cina          | ZHAO Shen         | 9.600     |
|           | Giappone      | TSUKAHARA Naoya   | 9.450     |
|           | Slovenia      | PETROVSEK Mitja   | 9.450     |
| 4         | Romania       | SOCIU Ioan Silviu | 9.250     |
| 5         | Giappone      | HATAKEDA Yoshiaki | 9.200     |
| 6         | Romania       | URZICA Marius     | 9.100     |
| 7         | Corea del Sud | KIM Bong Hyun     | 8.750     |
| 8         | Cuba          | LOPEZ RIO Eric    | 8.700     |

| Posizione | Paese         | Atleta             | Punteggio |
| --------- | ------------- | ------------------ | --------- |
|           | Giappone      | SAITO Yoshihiro    | 9.400     |
|           | Cina          | ZHENG Lihui        | 9.350     |
|           | Giappone      | HATAKEDA Yoshiaki  | 9.350     |
| 4         | Corea del Sud | KIM Dong Hwa       | 9.300     |
| 5         | Cuba          | DRIGGS SANTOS Abel | 9.050     |
| 6         | Cuba          | LAMELAS RAMIREZ L. | 9.000     |
| 7         | Romania       | URZICA Marius      | 8.800     |
| 8         | Cina          | HONGBIN Fan        | 7.300     |

## Ginnastica ritmica
| Posizione | Paese       | Atleta            | Punteggio |
| --------- | ----------- | ----------------- | --------- |
|           | Ucraina     | VITRICHENKO Elena | 9.966     |
|           | Russia      | ZARIPOVA Amina    | 9.908     |
|           | Francia     | SERRANO Eva       | 9.891     |
| 4         | Bielorussia | OGRYZKO Tatian    | 9.875     |
| 5         | Bielorussia | PAVLINA Evguenia  | 9.858     |
| 6         | Russia      | GIZIKOVA Inessa   | 9.816     |
| 7         | Ucraina     | POPOVA Tatiana    | 9.791     |
| 8         | Rep. Ceca   | OULEHLOVA Lenka   | 9.758     |

| Posizione | Paese       | Atleta            | Punteggio |
| --------- | ----------- | ----------------- | --------- |
|           | Francia     | SERRANO Eva       | 9.991     |
|           | Ucraina     | VITRICHENKO Elena | 9.991     |
|           | Bielorussia | OGRYZKO Tatiana   | 9.950     |
| 4         | Russia      | ZARIPOVA Amina    | 9.908     |
| 5         | Ucraina     | POPOVA Tatiana    | 9.866     |
| 6         | Bielorussia | PAVLINA Evgueni   | 9.808     |
| 7         | Russia      | GIZIKOVA Inessa   | 9.725     |
| 8         | Rep. Ceca   | OULEHLOVA Lenka   | 9.708     |

| Posizione | Paese       | Atleta            | Punteggio |
| --------- | ----------- | ----------------- | --------- |
|           | Bielorussia | OGRYZKO Tatiana   | 9.983     |
|           | Russia      | ZARIPOVA Amina    | 9.983     |
|           | Ucraina     | VITRICHENKO Elena | 9.966     |
| 4         | Bielorussia | PAVLINA Evguenia  | 9.866     |
| 4         | Francia     | SERRANO Eva       | 9.866     |
| 5         | Ungheria    | FRATER Viktoria   | 9.833     |
| 6         | Ucraina     | POPOVA Tatiana    | 9.824     |
| 7         | Giappone    | MIYAZAKI Kayako   | 9.716     |

| Posizione | Paese       | Atleta            | Punteggio |
| --------- | ----------- | ----------------- | --------- |
|           | Ucraina     | VITRICHENKO Elena | 9.975     |
|           | Bielorussia | OGRYZKO Tatiana   | 9.933     |
|           | Russia      | ZARIPOVA Amina    | 9.933     |
| 4         | Francia     | SERRANO Eva       | 9.849     |
| 5         | Ucraina     | POPOVA Tatiana    | 9.825     |
| 6         | Bielorussia | PAVLINA Evguenia  | 9.808     |
| 7         | Cuba        | CORRALES Yordania | 9.674     |
| 8         | Russia      | GIZIKOVA Inessa   | 9.666     |

| Posizione | Paese       | Atleta            | Punteggio |
| --------- | ----------- | ----------------- | --------- |
|           | Ucraina     | VITRICHENKO Elena | 39.732    |
|           | Bielorussia | OGRYZKO Tatiana   | 39.698    |
|           | Russia      | ZARIPOVA Amina    | 39.506    |
| 4         | Francia     | SERRANO Eva       | 39.264    |
| 5         | Bielorussia | PAVLINA Evguenia  | 39.015    |
| 6         | Ucraina     | POPOVA Tatiana    | 38.882    |
| 7         | Russia      | GIZIKOVA Inessa   | 38.765    |
| 8         | Rep. Ceca   | OULEHLOVA Lenka   | 38.423    |